# Argyreuptychia ocypete
Argyreuptychia ocypete är en fjärilsart som beskrevs av Fabricius 1777. Argyreuptychia ocypete ingår i släktet Argyreuptychia och familjen praktfjärilar. Inga underarter finns listade i Catalogue of Life.